# Denver Nuggets 2019-2020
La stagione 2019-2020 dei Denver Nuggets è stata la 44ª stagione della franchigia nella NBA.
L'11 marzo 2020, la stagione NBA è stata interrotta per via della pandemia di COVID-19, dopo che il giocatore degli Utah Jazz Rudy Gobert è stato trovato positivo al virus.
Il 4 giugno, i Nuggets, con la decisione da parte del NBA di terminare la stagione, riescono a far parte delle 22 squadre qualificate e ancora in lotta per i playoff. 
Ai playoffs, i Nuggets diventano la prima squadra nella storia dei playoff a rimontare per due volte da un passivo di tre partite perse e una vinta. Al primo turno sconfiggono gli Utah Jazz vincendo a gara 7, ribaltando la serie da 3 perse e 1 vinta, avanzando in semifinale di Conference contro i Los Angeles Clippers. Contro i Los Angeles Clippers, Denver patisce ancora un passivo di 3 sconfitte e 1 vinta ma riescono a vincere tutte le rimanenti 3 partite per accedere alle Finali di Conference. I Nuggets tornano per la prima volta dalla stagione 2008-2009 alle Finali di Conference, dove vengono sconfitti dai Los Angeles Lakers per 1-4.

## Maglie
Lo Sponsor tecnico, come per tutte le squadre NBA, è Nike, mentre Western Union è l'unico sponsor sulla canotta. 
| Bianca | Blu | Alternativa | City edition |

## Draft
I Denver Nuggets non hanno avuto nessuna scelta al Draft 2019, ma in una trade hanno preso la 44ª scelta dai Miami Heat, che avevano selezionato il centro Bol Bol.

## Roster
| \| Pos. \| Num. \| Naz. \| Nome \| Altezza \| Peso \| Data nascita \| Provenienza \| \| ---- \| ---- \| ----------------------------------------- \| ----------------- \| ------- \| ------ \| ------------ \| -------------- \| \| AP \| 6 \| Stati Uniti (bandiera) \| Bates-Diop, Keita \| 203 cm \| 104 kg \| 23-01-1996 \| Ohio State \| \| AP \| 1 \| Stati Uniti (bandiera) \| Porter, Michael \| 208 cm \| 95 kg \| 29-06-1998 \| Missouri \| \| A \| 10 \| Sudan (bandiera) · Stati Uniti (bandiera) \| Bol, Bol (TW) \| 220 cm \| 109 kg \| 16-09-1999 \| Oregon \| \| G/AP \| 3 \| Stati Uniti (bandiera) \| Craig, Torrey \| 198 cm \| 98 kg \| 19-12-1990 \| USC Upstate \| \| AG \| 4 \| Stati Uniti (bandiera) \| Millsap, Paul \| 203 cm \| 112 kg \| 10-02-1985 \| Louisiana Tech \| \| G/AP \| 5 \| Stati Uniti (bandiera) \| Barton, Will \| 198 cm \| 86 kg \| 06-01-1991 \| Memphis \| \| AP \| 9 \| Stati Uniti (bandiera) \| Grant, Jerami \| 206 cm \| 100 kg \| 12-03-1994 \| Syracuse \| \| AG \| 25 \| Stati Uniti (bandiera) \| Cook, Tyler (TW) \| 206 cm \| 113 kg \| 23-09-1997 \| Iowa \| \| P \| 11 \| Stati Uniti (bandiera) \| Morris, Monté \| 191 cm \| 79 kg \| 27-06-1995 \| Iowa State \| \| G \| 14 \| Stati Uniti (bandiera) \| Harris, Gary \| 193 cm \| 95 kg \| 14-09-1994 \| Michigan State \| \| C \| 15 \| Serbia (bandiera) \| Jokić, Nikola \| 208 cm \| 113 kg \| 19-02-1995 \| Serbia \| \| G \| 30 \| Stati Uniti (bandiera) \| Daniels, Troy \| 193 cm \| 93 kg \| 15-07-1991 \| Syracuse \| \| AG \| 32 \| Stati Uniti (bandiera) \| Vonleh, Noah \| 208 cm \| 117 kg \| 24-08-1995 \| Indiana \| \| AG/C \| 7 \| Stati Uniti (bandiera) \| Plumlee, Mason \| 211 cm \| 116 kg \| 05-03-1990 \| Duke \| \| AP \| 31 \| Slovenia (bandiera) \| Čančar, Vlatko \| 201 cm \| 91 kg \| 10-04-1997 \| Slovenia \| \| G \| 27 \| Canada (bandiera) \| Murray, Jamal \| 193 cm \| 94 kg \| 23-02-1997 \| Kentucky \| \| G \| 35 \| Stati Uniti (bandiera) \| Dozier, P.J. \| 198 cm \| 93 kg \| 25-10-1996 \| South Carolina \| | Allenatore - Michael Malone Assistente/i - David Adelman - Ryan Bowen - Jordi Fernández - Chuck Hayes - Charles Klask - Wes Unseld jr. - John Beckett Legenda - (C) Capitano - (FA) Free agent - (S) Sospeso - (TW) Contratto Two-way - (GL) Assegnato a squadra G League affiliata - Infortunato Roster • Transazioni · Ultima transazione: 26 giugno 2020 |                                           |                   |         |        |              |                |
| Pos. | Num. | Naz.                                      | Nome              | Altezza | Peso   | Data nascita | Provenienza    |
| AP | 6 | Stati Uniti (bandiera)                    | Bates-Diop, Keita | 203 cm  | 104 kg | 23-01-1996   | Ohio State     |
| AP | 1 | Stati Uniti (bandiera)                    | Porter, Michael   | 208 cm  | 95 kg  | 29-06-1998   | Missouri       |
| A | 10 | Sudan (bandiera) · Stati Uniti (bandiera) | Bol, Bol (TW)     | 220 cm  | 109 kg | 16-09-1999   | Oregon         |
| G/AP | 3 | Stati Uniti (bandiera)                    | Craig, Torrey     | 198 cm  | 98 kg  | 19-12-1990   | USC Upstate    |
| AG | 4 | Stati Uniti (bandiera)                    | Millsap, Paul     | 203 cm  | 112 kg | 10-02-1985   | Louisiana Tech |
| G/AP | 5 | Stati Uniti (bandiera)                    | Barton, Will      | 198 cm  | 86 kg  | 06-01-1991   | Memphis        |
| AP | 9 | Stati Uniti (bandiera)                    | Grant, Jerami     | 206 cm  | 100 kg | 12-03-1994   | Syracuse       |
| AG | 25 | Stati Uniti (bandiera)                    | Cook, Tyler (TW)  | 206 cm  | 113 kg | 23-09-1997   | Iowa           |
| P | 11 | Stati Uniti (bandiera)                    | Morris, Monté     | 191 cm  | 79 kg  | 27-06-1995   | Iowa State     |
| G | 14 | Stati Uniti (bandiera)                    | Harris, Gary      | 193 cm  | 95 kg  | 14-09-1994   | Michigan State |
| C | 15 | Serbia (bandiera)                         | Jokić, Nikola     | 208 cm  | 113 kg | 19-02-1995   | Serbia         |
| G | 30 | Stati Uniti (bandiera)                    | Daniels, Troy     | 193 cm  | 93 kg  | 15-07-1991   | Syracuse       |
| AG | 32 | Stati Uniti (bandiera)                    | Vonleh, Noah      | 208 cm  | 117 kg | 24-08-1995   | Indiana        |
| AG/C | 7 | Stati Uniti (bandiera)                    | Plumlee, Mason    | 211 cm  | 116 kg | 05-03-1990   | Duke           |
| AP | 31 | Slovenia (bandiera)                       | Čančar, Vlatko    | 201 cm  | 91 kg  | 10-04-1997   | Slovenia       |
| G | 27 | Canada (bandiera)                         | Murray, Jamal     | 193 cm  | 94 kg  | 23-02-1997   | Kentucky       |
| G | 35 | Stati Uniti (bandiera)                    | Dozier, P.J.      | 198 cm  | 93 kg  | 25-10-1996   | South Carolina |

## Classifiche

### Northwest Division
| Northwest Division      | Northwest Division | Northwest Division | Northwest Division | Northwest Division | Northwest Division | Northwest Division | Northwest Division | Northwest Division |
| Squadra                 | V                  | S                  | V%                 | PR                 | Casa               | Trasf              | Div                | PG                 |
| ----------------------- | ------------------ | ------------------ | ------------------ | ------------------ | ------------------ | ------------------ | ------------------ | ------------------ |
| y – Denver Nuggets      | 46                 | 27                 | .630               | 7,0                | 26–11              | 20–16              | 12–2               | 73                 |
| x – Oklahoma Thunder    | 44                 | 28                 | .611               | 8,5                | 23–14              | 21–14              | 8–5                | 72                 |
| x – Utah Jazz           | 44                 | 28                 | .611               | 8,5                | 23–12              | 21–16              | 5–7                | 72                 |
| v – Portland T. Blazers | 35                 | 39                 | .473               | 18,5               | 21–15              | 14–24              | 5–8                | 74                 |
| Minnesota T'wolves      | 19                 | 45                 | .297               | 29,5               | 8–24               | 11–21              | 2–10               | 64                 |

### Western Conference
| Western Conference | Western Conference      | Western Conference | Western Conference | Western Conference | Western Conference | Western Conference |
| #                  | Squadra                 | V                  | S                  | V%                 | PR                 | PG                 |
| ------------------ | ----------------------- | ------------------ | ------------------ | ------------------ | ------------------ | ------------------ |
| 1                  | c – L.A. Lakers *       | 52                 | 19                 | .732               | –                  | 71                 |
| 2                  | x – L.A. Clippers       | 49                 | 23                 | .681               | 3,5                | 72                 |
| 3                  | y – Denver Nuggets *    | 46                 | 27                 | .630               | 7,0                | 73                 |
| 4                  | y – Houston Rockets *   | 44                 | 28                 | .611               | 8,5                | 72                 |
| 5                  | x – Oklahoma Thunder    | 44                 | 28                 | .611               | 8,5                | 72                 |
| 6                  | x – Utah Jazz           | 44                 | 28                 | .611               | 8,5                | 72                 |
| 7                  | x – Dallas Mavericks    | 43                 | 32                 | .573               | 11,0               | 75                 |
| 8                  | v – Portland T. Blazers | 35                 | 39                 | .473               | 18,5               | 74                 |
|                    |                         |                    |                    |                    |                    |                    |
| 9                  | v – Memphis Grizzlies   | 34                 | 39                 | .466               | 19,0               | 73                 |
| 10                 | Phoenix Suns            | 34                 | 39                 | .466               | 19,0               | 73                 |
| 11                 | San Antonio Spurs       | 32                 | 39                 | .451               | 20,0               | 71                 |
| 12                 | Sacramento Kings        | 31                 | 41                 | .431               | 21,5               | 72                 |
| 13                 | N.O. Pelicans           | 30                 | 42                 | .417               | 22,5               | 72                 |
| 14                 | Minnesota T'wolves      | 19                 | 45                 | .297               | 29,5               | 64                 |
| 15                 | G.S. Warriors           | 15                 | 50                 | .231               | 34,0               | 65                 |

## Mercato

### Free Agency

#### Acquisti
| Data       | Giocatore     | Contratto             | Provenienza    |
| ---------- | ------------- | --------------------- | -------------- |
| 02/08/2019 | Vlatko Čančar | 3 anni - $4.1 milioni | S.P. Burgos    |
| 13/08/2019 | Tyler Cook    | Two-Way               | Iowa Hawkeyes  |
| 13/08/2019 | P.J. Dozier   | Two-Way               | Boston Celtics |
| 09/09/2019 | Bol Bol       | Two-Way               | Oregon Ducks   |
| 05/03/2020 | Troy Daniels  |                       | L.A. Lakers    |
| 30/06/2020 | Tyler Cook    | Two-Way               | Oklahoma Blue  |

#### Cessioni
| Giocatore       | Motivo     | Nuova squadra       |
| --------------- | ---------- | ------------------- |
| Isaiah Thomas   | Rilasciato | Wash. Wizards       |
| Trey Lyles      | Rilasciato | San Antonio Spurs   |
| Tyler Lydon     | Rilasciato | Sacramento Kings    |
| Thomas Welsh    | Tagliato   | Charlotte Hornets   |
| Brandon Goodwin | Rilasciato | Atlanta Hawks       |
| Tyler Cook      | Tagliato   | Cleveland Cavaliers |
| Gerald Green    | Tagliato   | Free Agent          |
| Jordan McRae    | Tagliato   | Detroit Pistons     |

### Scambi
| 20 giugno 2019  | Denver NuggetsDraft rights per Bol Bol (2019 #44) | Miami HeatScelta 2º giro Draft 2022 Cash Consideration $1.2 milione |  |  |
| 8 luglio 2019   | Denver NuggetsJerami Grant | Oklahoma ThunderScelta 1º giro Draft 2020 |  |  |
| 4 febbraio 2020 | Denver NuggetsShabazz Napier (da Minnesota) Noah Vonleh (da Minnesota) Keita Bates-Diop (da Minnesota) Gerald Green (da Houston) Scelta 1º giro Draft 2020 (da Houston) | Houston RocketsRobert Covington (da Minnesota) Jordan Bell (da Minnesota) Scelta 1º giro Draft 2020 (da Atlanta)                                                          |  |  |
| 4 febbraio 2020 | Atlanta HawksClint Capela (da Houston) Nenê (da Houston) | Minnesota T'wolvesMalik Beasley (da Denver) Juancho Hernangómez (da Denver) Jarred Vanderbilt (da Denver) Evan Turner (da Atlanta) Scelta 1º giro Draft 2020 (da Atlanta) |  |  |
| 4 febbraio 2020 | | |  |  |
| 6 febbraio 2020 | Denver NuggetsJordan McRae | Wash. WizardsShabazz Napier |  |  |